# Oncidium
Oncidium är ett tropiskt orkidésläkte av underfamiljen Epidendroideae omfattande över 300 arter i Sydamerika, Mexiko och Västindien, såväl i de heta kusttrakterna som på bergen upp till 4.000 meters höjd.
Orkidéerna är epifyter med löklika stamknölar och präktiga, vanligen gula och med bruna fläckar marmorerade blommor i långa förgrenade klasar.